# Сулиндак
Сулинда́к — лекарственное средство, нестероидный противовоспалительный препарат из группы производных уксусной кислоты. Как и другие НПВП, может использоваться при лечении острых и хронических воспалительных процессов. Точный механизм его действия неизвестен, однако считается, что он так же, как и другие препараты этого класса, неселективно ингибирует фермент циклооксигеназу ЦОГ-1 и ЦОГ-2, подавляя синтез простагландинов. Первоначально был разработан и выведен на рынок фирмой Merck & Co. (США) под торговой маркой «Клинорил» (Clinoril).
Сулиндак является пролекарством, то есть он в организме с помощью ферментов печени превращается в активный метаболит, который выводится с желчью и затем реадсорбируется из кишечника. Считается, что такой способ метаболизма помогает поддерживать постоянный уровень лекарства в крови и снижает желудочно-кишечные побочные эффекты. Некоторые исследования действительно показали, что сулиндак относительно меньше раздражает желудок в сравнении с другими НПВП (за исключением селективных ингибиторов ЦОГ-2).
Вместе с тем сулиндак является весьма гепатотоксичным препаратом. По некоторым данным, сулиндак служит причиной 25 % случаев НПВП-гепатопатии, имеющей черты холестатического или смешанного поражения печени.
Ототоксичен (может ухудшать слух).
По состоянию на 2012 год регистрация данного препарата в России аннулирована.